# Liste der denkmalgeschützten Objekte in St. Leonhard am Hornerwald
Die Liste der denkmalgeschützten Objekte in St. Leonhard am Hornerwald enthält die 5 denkmalgeschützten, unbeweglichen Objekte der Gemeinde St. Leonhard am Hornerwald.

## Denkmäler
| Foto |                 | Denkmal                                                                      | Standort                                                               | Beschreibung | Metadaten |
| ---- | --------------- | ---------------------------------------------------------------------------- | ---------------------------------------------------------------------- | --- | --- |
| ja   | Datei hochladen | Pfarrhof HERIS-ID: 50628 Objekt-ID: 55768                                    | St. Leonhard am Hornerwald 60 Standort KG: St. Leonhard am Hornerwalde | Der mit Plattendekor ausgestattete Pfarrhof wurde um 1800 erbaut. | BDA-Hist.: Q38041341 Status: § 2a Stand der BDA-Liste: 2025-06-30 Name: Pfarrhof GstNr.: .31, 358/1                                                                         |
| ja   | Datei hochladen | Burgruine Rundersburg HERIS-ID: 77106 Objekt-ID: 90711seit 2014              | Standort KG: St. Leonhard am Hornerwalde                               | Von der Höhenburg am linken Talhang des Franbaches, urkundlich erwähnt im 12. Jahrhundert, sind noch Reste des Wohnturms und der Kapelle sowie einige Abschnitte des Mauerwerks zu sehen. | BDA-Hist.: Q1013766 Status: Bescheid Stand der BDA-Liste: 2025-06-30 Name: Burgruine Rundersburg GstNr.: 25/1, 25/2 Burgruine Rundersburg                                   |
| ja   | Datei hochladen | Kath. Pfarrkirche hl. Leonhard und Friedhof HERIS-ID: 50627 Objekt-ID: 55767 | Standort KG: St. Leonhard am Hornerwalde                               | Die von einem Friedhof umgebene Pfarrkirche St. Leonhard ist eine monumentale Saalkirche in spätbarockem Stil, 1759 begonnen und 1777 geweiht, mit eingezogenem, korbbogig geschlossenem Chor und nördlich gelegener Sakristei. Der Westfassade ist ein dreigeschoßiger Turm mit Uhrengiebeln und Zwiebelhelm vorgestellt. | BDA-Hist.: Q38041328 Status: § 2a Stand der BDA-Liste: 2025-06-30 Name: Kath. Pfarrkirche hl. Leonhard und Friedhof GstNr.: .30, 343 Pfarrkirche St. Leonhard am Hornerwald |
| ja   | Datei hochladen | Ortskapelle Zur heiligsten Dreifaltigkeit HERIS-ID: 50870 Objekt-ID: 56313   | bei Wilhalm 45 Standort KG: Wilhalm                                    | Die Ortskapelle von Wilhalm ist ein neugotischer Bau von 1911. Ihr dreigeschoßiger Westturm wird von Giebeln und einem Spitzdach bekrönt. Die Kapelle ist durch ein repräsentatives Portal mit Giebel und Dreiviertelsäulen zugänglich.                                                                                    | BDA-Hist.: Q38042489 Status: § 2a Stand der BDA-Liste: 2025-06-30 Name: Ortskapelle Zur heiligsten Dreifaltigkeit GstNr.: .16                                               |
| ja   | Datei hochladen | Hügelgräberfeld Glasberg HERIS-ID: 112855 Objekt-ID: 131080seit 2017         | Standort KG: Wolfshoferamt                                             | Das slawische Hügelgräberfeld am Glasberg stammt aus dem 9. Jahrhundert. Anmerkung: Das Hügelgräberfeld liegt innerhalb des Viereckes A, B, C und D. Die am Standort angegebene Koordinate bezeichnet den Mittelpunkt des Viereckes. Dort finden sich auch die meisten und größten Hügelgräber.                            | BDA-Hist.: Q37832384 Status: Bescheid Stand der BDA-Liste: 2025-06-30 Name: Hügelgräberfeld Glasberg GstNr.: 2114/4, 88/1, 89/2                                             |